# Ichneumon sarcitorius
Ichneumon sarcitorius är en stekelart som beskrevs av Carl von Linné 1758. Ichneumon sarcitorius ingår i släktet Ichneumon och familjen brokparasitsteklar. Arten är reproducerande i Sverige.

## Underarter
Arten delas in i följande underarter:
- I. s. corsus
- I. s. chosensis
- I. s. caucasicus
- I. s. repetitor
- I. s. turkestanicus
- I. s. albosignatus

## Bildgalleri

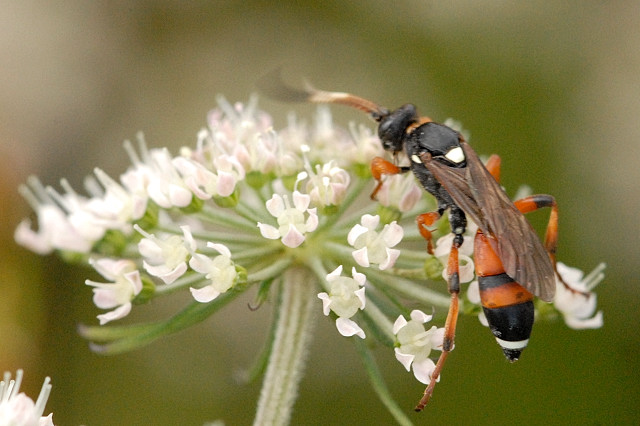
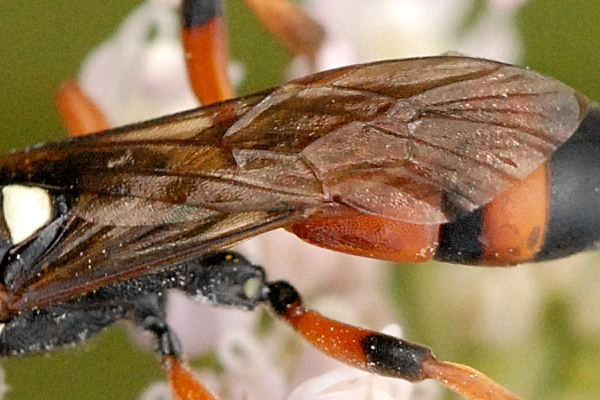
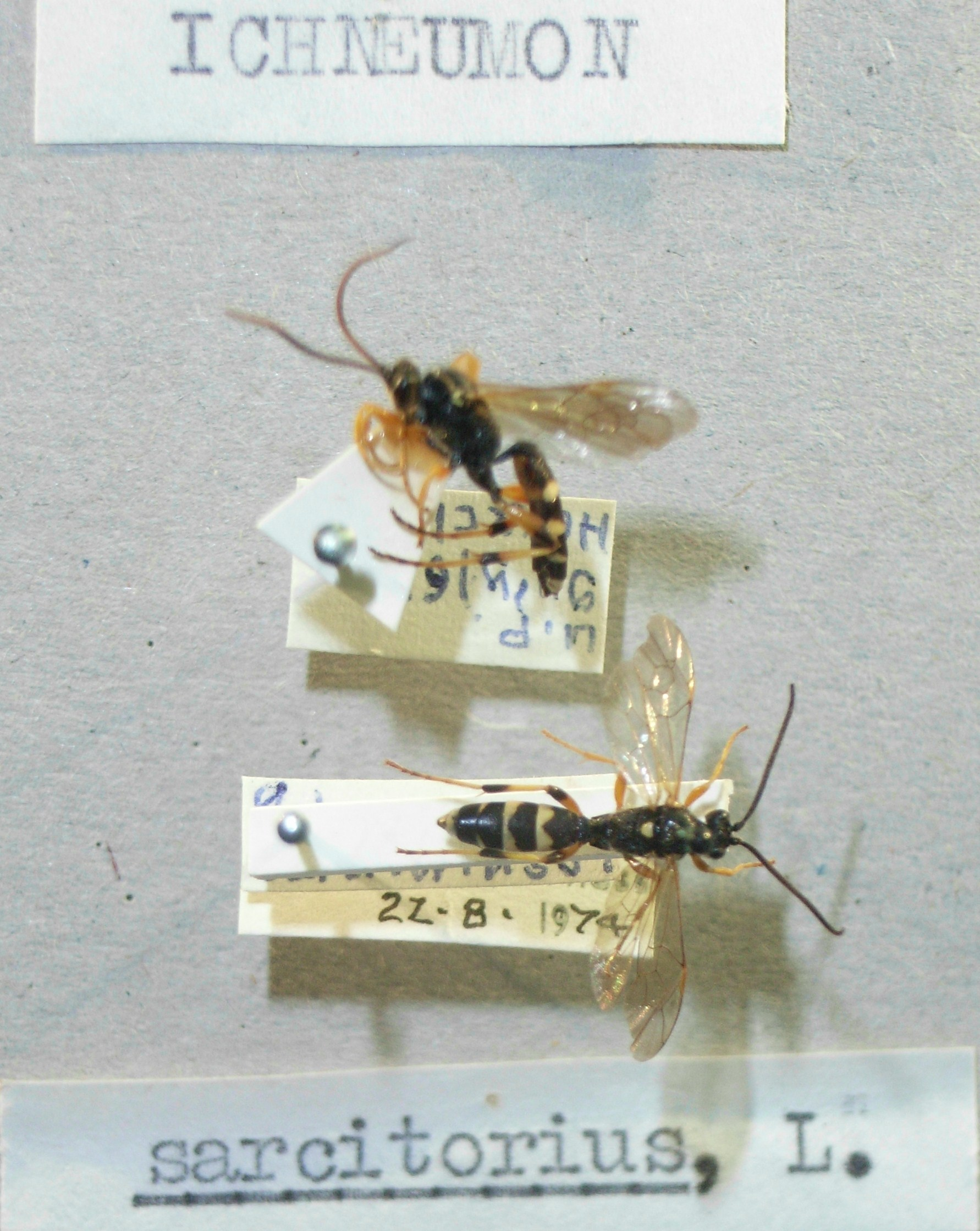